# Invasão iraquiana do Irã
A invasão iraquiana do Irã refere-se à campanha militar iraquiana contra o vizinho Irã em 1980, quando as Forças Armadas Iraquianas cruzaram a fronteira internacional e invadiram o país, provocando a prolongada Guerra Irã-Iraque. A invasão inicial foi lançada em 22 de setembro de 1980 e durou até 7 de dezembro do mesmo ano. Ao contrário das expectativas iraquianas de uma resposta desorganizada e deficiente do Irã considerando a turbulência causada pela Revolução Islâmica de 1979, a invasão estagnou severamente diante da feroz resistência iraniana, mas não antes do Iraque ter capturado mais de 15 000 km2 de território iraniano.
Em 10 de setembro de 1980, o Iraque, esperando tirar vantagem de um Irã enfraquecido após a Revolução Islâmica um ano antes, retomou à força territórios em Zain al-Qaws e Saïf Saad que haviam sido prometidos nos termos do Acordo de Argel de 1975, mas que nunca foram entregues pelo Irã, levando tanto o Irã quanto o Iraque a declararem o tratado nulo e sem efeito, em 14 de setembro e 17 de setembro, respectivamente. Como resultado, a única disputa de fronteira pendente entre o Irã e o Iraque na época da invasão iraquiana em 22 de setembro de 1980 era a questão de saber se os navios iranianos arvorariam bandeiras iraquianas e pagariam taxas de navegação ao Iraque para navegar por um trecho do Rio Shatt al-Arab abrangendo vários quilômetros. Em 22 de setembro, aeronaves iraquianas bombardearam preventivamente dez aeródromos dentro do Irã para paralisar a Força Aérea Iraniana no solo. Embora este ataque tenha falhado, as forças iraquianas cruzaram a fronteira com intensidade e avançaram para o Irã em três investidas simultâneas ao longo de uma frente de cerca de 644 km (400 milhas) no dia seguinte. Das seis divisões do Iraque que estavam invadindo por terra, quatro foram enviadas para o Khuzistão, rico em petróleo, localizado perto do extremo sul da fronteira, a fim de isolar o Shatt al-Arab do resto do Irã e estabelecer uma zona de segurança territorial.
O propósito da invasão, segundo o presidente iraquiano Saddam Hussein, era enfraquecer o movimento do líder supremo iraniano Ruhollah Khomeini e frustrar suas tentativas de exportar a revolução islâmica iraniana para o Iraque secular de Saddam e para os estados do Golfo Pérsico. O plano de Saddam era assumir o controle de toda a hidrovia Shatt al-Arab em uma campanha rápida e decisiva, pela qual ele esperava causar um golpe tão grande no prestígio do Irã que levaria à queda do novo governo, ou, no mínimo, acabar com os clamores iranianos para a derrubada dos ba'athistas. Também pretendia consolidar sua posição no mundo árabe. Igualmente aspirava separar a província do Khuzistão, rica em petróleo, do Irã, vendo a guerra como uma oportunidade para fazê-lo. Saddam esperava que os árabes locais do Khuzistão – entre os quais uma insurgência separatista pan-árabe contra o Irã já estava acontecendo – se rebelassem contra o governo iraniano. No entanto, esses objetivos não se materializaram e a maioria dos árabes iranianos locais foram indiferentes às forças iraquianas.

## Propósito
O principal interesse de Saddam pela guerra pode ter se originado de seu desejo de corrigir o suposto "equivoco" do Acordo de Argel, além de finalmente alcançar seu desejo de anexar o Khuzistão e se tornar a superpotência regional. O objetivo de Saddam era substituir o Egito como o "líder do mundo árabe" e alcançar a hegemonia sobre o Golfo Pérsico. Ele observou a crescente fraqueza do Irã devido à revolução, sanções e isolamento internacional. Saddam havia investido pesadamente nas forças armadas do Iraque desde sua derrota contra o Irã em 1975, comprando grandes quantidades de armamento da União Soviética e da França. Somente entre 1973 e 1980, o Iraque comprou cerca de 1 600 tanques e veículos blindados de transporte de pessoal e mais de 200 aeronaves de fabricação soviética. Em 1980, o Iraque possuía 242 000 soldados (perdendo apenas para o Egito no mundo árabe), 2 350 tanques e 340 aviões de combate. Observando o poderoso exército iraniano que o frustrou em 1974-1975 se desintegrar, ele viu uma oportunidade para atacar, usando a ameaça da Revolução Islâmica como pretexto.

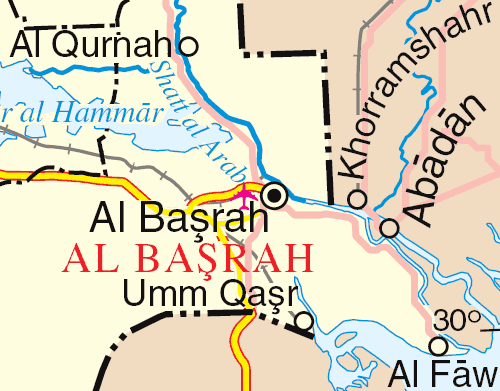
A hidrovia Shatt al-Arab na fronteira Irã-Iraque.

Uma invasão bem-sucedida do Irã aumentaria as reservas de petróleo iraquianas e faria do Iraque a potência dominante da região. Com o Irã mergulhado no caos, uma oportunidade para o Iraque anexar a província do Khuzistão, rica em petróleo, se materializou.:261 Além disso, a grande população de etnia árabe do Khuzistão permitiria que Saddam se apresentasse como um libertador para os árabes do domínio persa.:260 Outros estados do Golfo, como a Arábia Saudita e o Kuwait (apesar de serem hostis ao Iraque) encorajaram o Iraque a atacar, pois temiam que uma revolução islâmica ocorresse dentro de suas próprias fronteiras. Alguns exilados iranianos também ajudaram a convencer Saddam de que, caso ele invadisse, a incipiente república islâmica entraria em colapso rapidamente. Em particular, Saddam teve a garantia do apoio saudita para uma invasão do Irã durante sua visita à Arábia Saudita em agosto de 1980.

## Prelúdio
Em 1979-1980, o Iraque foi o beneficiário de um boom do petróleo que rendeu US$ 33 bilhões, o que permitiu que o governo gastasse em projetos civis e militares. Em várias ocasiões, Saddam aludiu à conquista árabe-islâmica da Pérsia ao promover sua posição contra o Irã. Por exemplo, em 2 de abril de 1980, meio ano antes do início da guerra, em uma visita à Universidade al-Mustansiriya de Bagdá, ele traçou paralelos com a derrota da Pérsia na Batalha de al-Qādisiyyah do século VII:
Em seu nome, irmãos, e em nome dos iraquianos e árabes em todos os lugares, dizemos aos covardes e anões persas que tentam vingar al-Qadisiyah que o espírito de al-Qadisiyah, bem como o sangue e a honra do povo de al-Qadisiyah que levaram a mensagem em suas pontas de lança são maiores que suas tentativas.
Em 1979-1980, distúrbios anti-Ba'ath surgiram nas áreas xiitas do Iraque por grupos que estavam trabalhando para uma revolução islâmica em seu país. Saddam e seus adjuntos acreditavam que os distúrbios haviam sido inspirados pela Revolução Iraniana e instigados pelo governo do Irã. Em 10 de março de 1980, quando o Iraque declarou o embaixador do Irã persona non-grata e exigiu sua retirada do Iraque até 15 de março, o Irã respondeu rebaixando seus laços diplomáticos ao nível de encarregado de negócios e exigiu que o Iraque retirasse seu embaixador do Irã.
Em abril de 1980, em resposta ao Partido Ba'ath declarar a adesão ao Partido Islâmico Dawa  uma ofensa capital no final de março, militantes xiitas assassinaram vinte dirigentes do Ba'ath e o vice-primeiro-ministro Tariq Aziz quase foi assassinado em 1 de abril; Aziz sobreviveu, mas onze estudantes foram mortos no ataque. Três dias depois, o cortejo fúnebre realizado para enterrar os estudantes foi alvo de atentado bombista. O ministro da Informação iraquiano, Latif Nusseif al-Jasim, também sobreviveu por pouco ao assassinato por militantes xiitas. Em abril de 1980, o Grande Aiatolá Muhammad Baqir al-Sadr e sua irmã Amina al-Sadr foram executados como parte de uma repressão para restaurar o controle de Saddam. A execução do aiatolá mais importante do Iraque e "relatos de que a polícia secreta de Saddam havia estuprado a irmã de al-Sadr na presença de al-Sadr, de que sua barba tinha sido incendiada e depois despachá-lo com uma pistola de pregos" causaram indignação em todo o mundo islâmico, especialmente entre os xiitas iraquianos. Os repetidos apelos dos xiitas para a derrubada do Partido Ba'ath e o apoio que supostamente receberam do novo governo iraniano levaram Saddam a perceber cada vez mais o Irã como uma ameaça que, caso fosse ignorada, poderia um dia derrubá-lo; ele usou assim os atentados como pretexto para atacar o Irã naquele setembro, embora as escaramuças ao longo da fronteira Irã-Iraque já tivessem se tornado um evento diário em maio daquele ano. Apesar da retórica belicosa do Irã, a inteligência iraquiana informou em julho de 1980 que "está claro que, neste momento, o Irã não tem poder para lançar grandes operações ofensivas contra o Iraque, ou para se defender em grande escala". Dias antes da invasão iraquiana e em meio de escaramuças transfronteiriças que se intensificam rapidamente, a inteligência militar iraquiana reiterou novamente em 14 de setembro que "a organização do desdobramento inimigo não indica intenções hostis e parece estar adotando um modo mais defensivo".
O Iraque logo depois expropriou as propriedades de 70 000 civis que acreditava serem de origem iraniana e os expulsou de seu território. Muitos, se não a maioria dos expulsos eram, na verdade, xiitas iraquianos de língua árabe que tinham pouco ou nenhum vínculo familiar com o Irã. Isso fez com que as tensões entre as duas nações aumentassem ainda mais.
O Iraque também ajudou a instigar distúrbios entre os árabes iranianos na província do Khuzistão, apoiando-os em suas disputas trabalhistas e transformando revoltas em batalhas armadas entre a Guarda Revolucionária do Irã e militantes, matando mais de cem em ambos os lados. Por vezes, o Iraque também apoiou a rebelião armada do Partido Democrático do Curdistão Iraniano no Curdistão. O mais notável desses eventos foi o cerco da embaixada do Irão em Londres, no qual seis insurgentes árabes do Khuzistão tomaram a equipe da embaixada iraniana como reféns,  resultando em um cerco armado que foi finalmente encerrado pelo Serviço Aéreo Especial britânico. Uma fonte acadêmica de 2014 confirma que os atacantes da embaixada foram "recrutados e treinados" pelo governo iraquiano.
De acordo com o ex-general iraquiano Ra'ad al-Hamdani, os iraquianos acreditavam que, além das revoltas árabes, os Guardas Revolucionários seriam retirados de Teerã, levando a uma contrarrevolução no Irã que levaria ao colapso do governo de Khomeini e, assim, garantiria a vitória iraquiana. No entanto, ao invés de se voltarem contra o governo revolucionário como os especialistas haviam previsto, o povo iraniano (incluindo os árabes iranianos) se uniu em apoio ao país e colocou uma forte resistência.

### Conflitos fronteiriços
Em setembro, as escaramuças entre o Irã e o Iraque estavam aumentando em número. O Iraque começou a se tornar mais ousado, tanto bombardeando quanto lançando incursões fronteiriças em territórios disputados. Malovany descreve a tomada do enclave Zayn al-Qaws pelo exército iraquiano, perto de Khanaqin (pela 6.ª Divisão Blindada, 2.º Corpo); o enclave Saif Sa'ad (10.ª Divisão Blindada) e o enclave Maysan entre Shib e Fakkeh (1.ª Divisão Mecanizada, 3.º Corpo). O Irã respondeu bombardeando várias cidades e postos fronteiriços iraquianos, embora isso tenha feito pouco para alterar a situação no terreno. Em 10 de setembro, Saddam declarou que o exército iraquiano havia "libertado" todos os territórios disputados dentro do Irã. Deve-se notar com cuidado que Malovany, um ex-analista de inteligência israelense que escreveu anos depois, disse que os enclaves não foram completamente tomados até 21 de setembro.
Com a conclusão das "operações libertadoras", em 17 de setembro, em uma declaração dirigida ao parlamento iraquiano, Saddam declarou:
As frequentes e flagrantes violações iranianas da soberania iraquiana... tornaram o Acordo de Argel de 1975 nulo e sem efeito... Este rio [Shatt al-Arab]... deve ter sua identidade iraquiano-árabe restaurada como foi ao longo da história no nome e na realidade com todos os direitos de disposição emanados da plena soberania sobre o rio... Não desejamos de forma alguma lançar uma guerra contra o Irã.
Apesar da afirmação de Saddam de que o Iraque não queria a guerra com o Irã, no dia seguinte suas forças começaram a atacar os postos fronteiriços iranianos em preparação para a invasão planejada. A 7.ª Divisão de Infantaria Mecanizada e a 4.ª de Infantaria do Iraque atacaram os postos fronteiriços iranianos que levam às cidades de Fakkeh e Bostan, abrindo a rota para futuras investidas blindadas no Irã. Enfraquecido pelo caos interno, o Irã não conseguiu repelir os ataques; o que, por sua vez, levou o Iraque a se tornar mais confiante em sua vantagem militar sobre o Irã e os levou a acreditar em uma vitória rápida.

## Operação

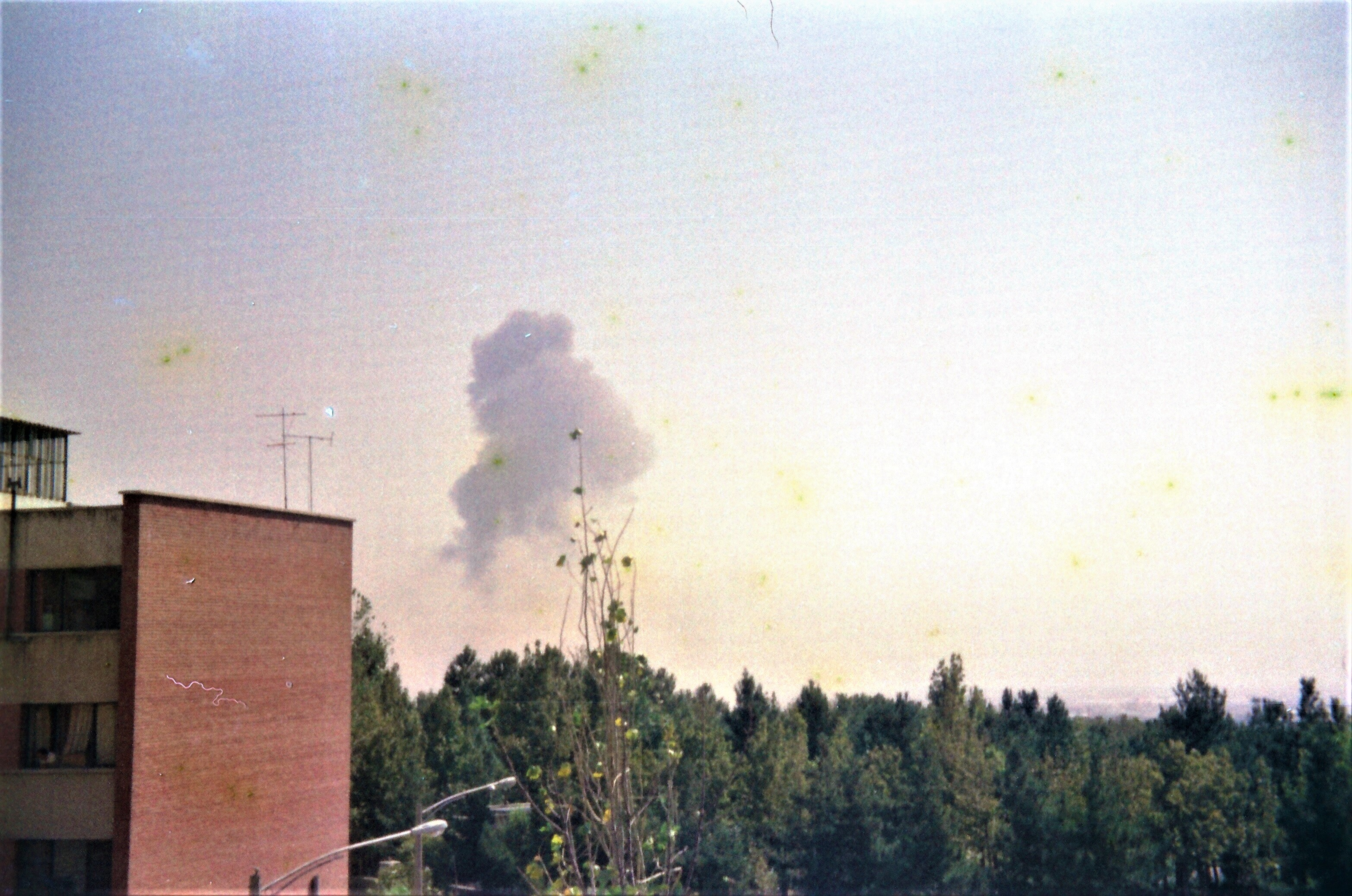
Explosão na Base Aérea de Mehrabad em Teerã depois que as forças iraquianas atacaram a cidade em 22 de setembro de 1980.

### Ataque aéreo
O Iraque lançou uma invasão em grande escala ao Irã em 22 de setembro de 1980. A Força Aérea Iraquiana lançou ataques aéreos surpresas em dez bases aéreas iranianas com o objetivo de destruir a Força Aérea Iraniana, imitando a Força Aérea de Israel na Guerra dos Seis Dias. O ataque não conseguiu prejudicar a Força Aérea Iraniana significativamente: danificou algumas das infraestruturas da base aérea iraniana, mas não conseguiu destruir um número significativo de aeronaves. A Força Aérea Iraquiana só foi capaz de atacar de maneira aprofundada alguns aviões MiG-23BN, Tu-22 e Su-20. Três MiG-23s conseguiram atacar Teerã, atingindo seu aeroporto, mas destruíram somente alguns aviões.

### Invasão terrestre

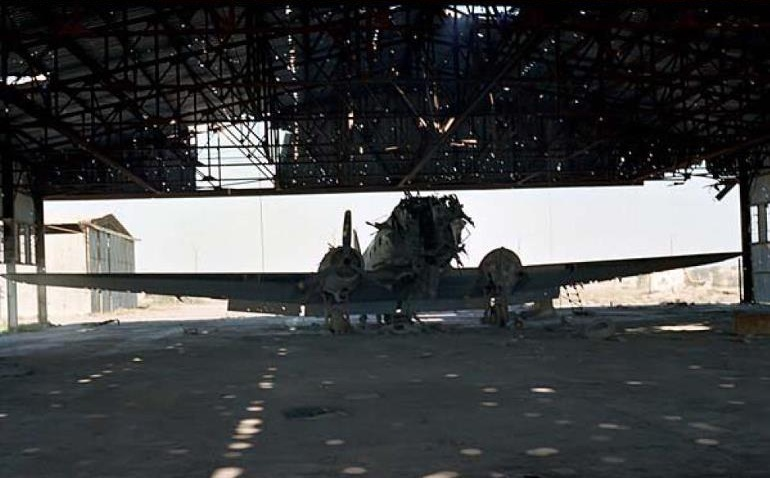
C-47 Skytrain iraniano destruído.

No dia seguinte, o Iraque lançou uma invasão por terra ao longo de uma frente medindo 644 km (400 mi) em três ataques simultâneos.
Das seis divisões iraquianas que estavam invadindo por solo, quatro foram enviadas para o Khuzistão, que estava localizado perto da extremidade sul da fronteira, para cortar o Shatt al-Arab do restante Irã e estabelecer uma zona de segurança territorial.:22 As outras duas divisões invadiram através da parte norte e central da fronteira para impedir um contra-ataque iraniano.

### Frente Norte
Na frente norte, os iraquianos tentaram estabelecer uma forte posição defensiva oposta a Suleimaniya para proteger o complexo petrolífero iraquiano de Kirkuk.:23

### Frente Central
Na frente central, os iraquianos ocuparam Mehran, avançaram para o sopé da Cordilheira de Zagros e conseguiram bloquear a tradicional rota de invasão Teerã-Bagdá, protegendo o território a frente de Qasr-e Shirin, Irã.:23

### Frente Sul

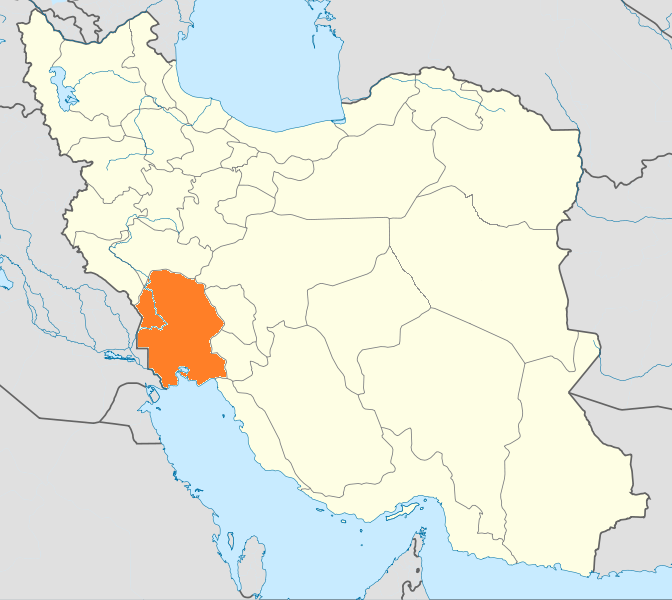
Localização da província do Khuzistão no Irã

Duas das quatro divisões iraquianas que invadiram o Khuzistão, uma mecanizada e uma blindada, operaram perto do extremo sul e iniciaram um cerco as cidades portuárias de importância estratégica: Abadan e Khorramshahr.:22 As outras duas divisões, ambas blindadas, asseguraram o território delimitado pelas cidades de Khorramshahr, Ahvaz, Susangerd e Musian.:22
As esperanças iraquianas de uma revolta pelos árabes do Khuzistão não se materializaram, pois a maioria dos árabes étnicos permaneceram leais ao Irã. Os soldados iraquianos que avançaram para o Irã em 1980 foram descritos por Patrick Brogan como "mal conduzidos e carentes de espírito ofensivo".:261 O primeiro ataque conhecido com armas químicas pelo Iraque ao Irã provavelmente ocorreu durante os combates em torno de Susangerd.

### Batalha de Khorramshahr
Em 22 de setembro, uma batalha prolongada iniciada na cidade de Khorramshahr acabou deixando 7 000 mortos de ambos os lados. Refletindo a natureza sangrenta dos combates, os iranianos passaram a chamar Khorramshahr de "Cidade de Sangue" (خونین شهر, Khunin shahr).
A batalha teve inicio com ataques aéreos iraquianos contra pontos importantes e as divisões mecanizadas que avançavam sobre a cidade em uma formação similar a uma crescente. Eles foram retardados por ataques aéreos iranianos e pelos soldados da Guarda Revolucionária com canhões sem recuo, lança-granadas e coquetéis molotov. Os iranianos inundaram as áreas pantanosas ao redor da cidade, obrigando os iraquianos a atravessar faixas estreitas de terra. Os tanques iraquianos lançaram ataques sem apoio de infantaria e muitos tanques foram perdidos para grupos antitanque iranianos. No entanto, até 30 de setembro, os iraquianos conseguiriam remover os iranianos da periferia da cidade. No dia seguinte, os iraquianos lançaram ataques de infantaria e de blindados na cidade. Depois de intensos combates casa-a-casa, os iraquianos foram repelidos. Em 14 de outubro, os iraquianos lançaram uma segunda ofensiva. Os iranianos empreenderiam uma retirada controlada da cidade, rua por rua. Até 24 de outubro, a maior parte da cidade foi capturada, e os iranianos evacuaram atravessando o rio Karun. Alguns partisans permaneceram e os combates continuaram até 10 de novembro.

## Defesa e contra-ataque

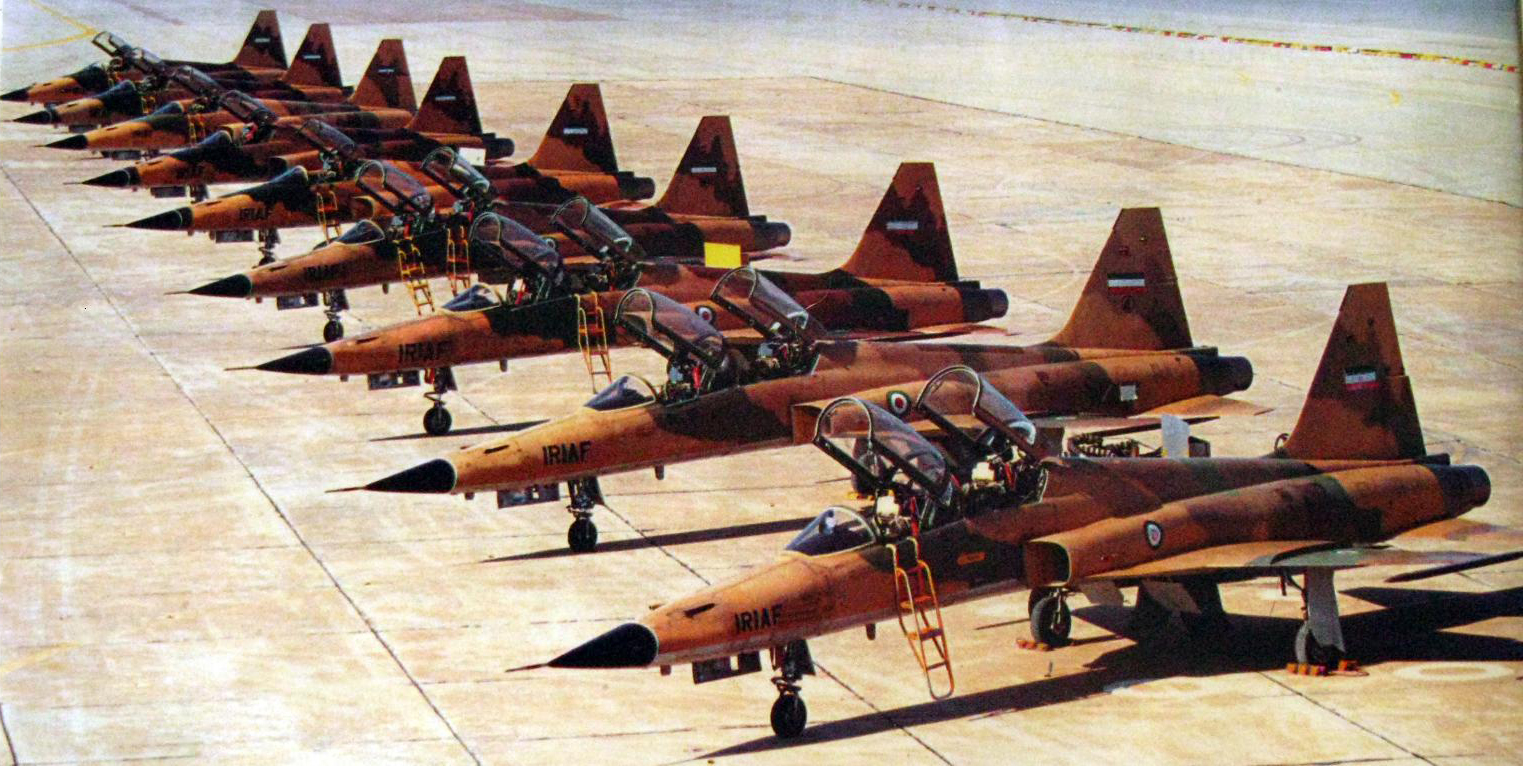
Northrop F-5 iranianos durante a guerra Irã-Iraque.

Embora a invasão aérea iraquiana surpreendesse os iranianos, a força aérea iraniana retaliou com um ataque contra as bases militares e a infraestrutura iraquiana na Operação Kaman 99 (Arco 99). Grupos de caças F-4 Phantom e F-5 Tiger atacaram alvos em todo o Iraque, tais como instalações de petróleo, barragens, usinas petroquímicas e refinarias de petróleo, e incluindo a base aérea de Mossul, de Bagdá, e a refinaria de petróleo de Kirkuk. O Iraque foi surpreendido com a força das represálias, uma vez que o Irã contraiu poucas perdas enquanto os iraquianos assumiram derrotas pesadas e perturbações econômicas.
A força iraniana de helicópteros armados Bell AH-1 Cobra passaram a atacar as divisões iraquianas que avançavam, juntamente com F-4 Phantoms armados com mísseis Maverick; eles destruíram numerosos veículos blindados e impediram o avanço iraquiano, embora não os detivessem completamente. O Irã havia descoberto que um grupo de dois ou três F-4 Phantoms a baixa altitude poderiam atingir alvos em qualquer lugar no Iraque. Enquanto isso, os ataques aéreos iraquianos no Irã foram repelidos pelos caças interceptores F-14 Tomcat iranianos, usando mísseis Phoenix, que derrubaram uma dúzia de caças iraquianos de fabricação soviética nos dois primeiros dias de batalha.

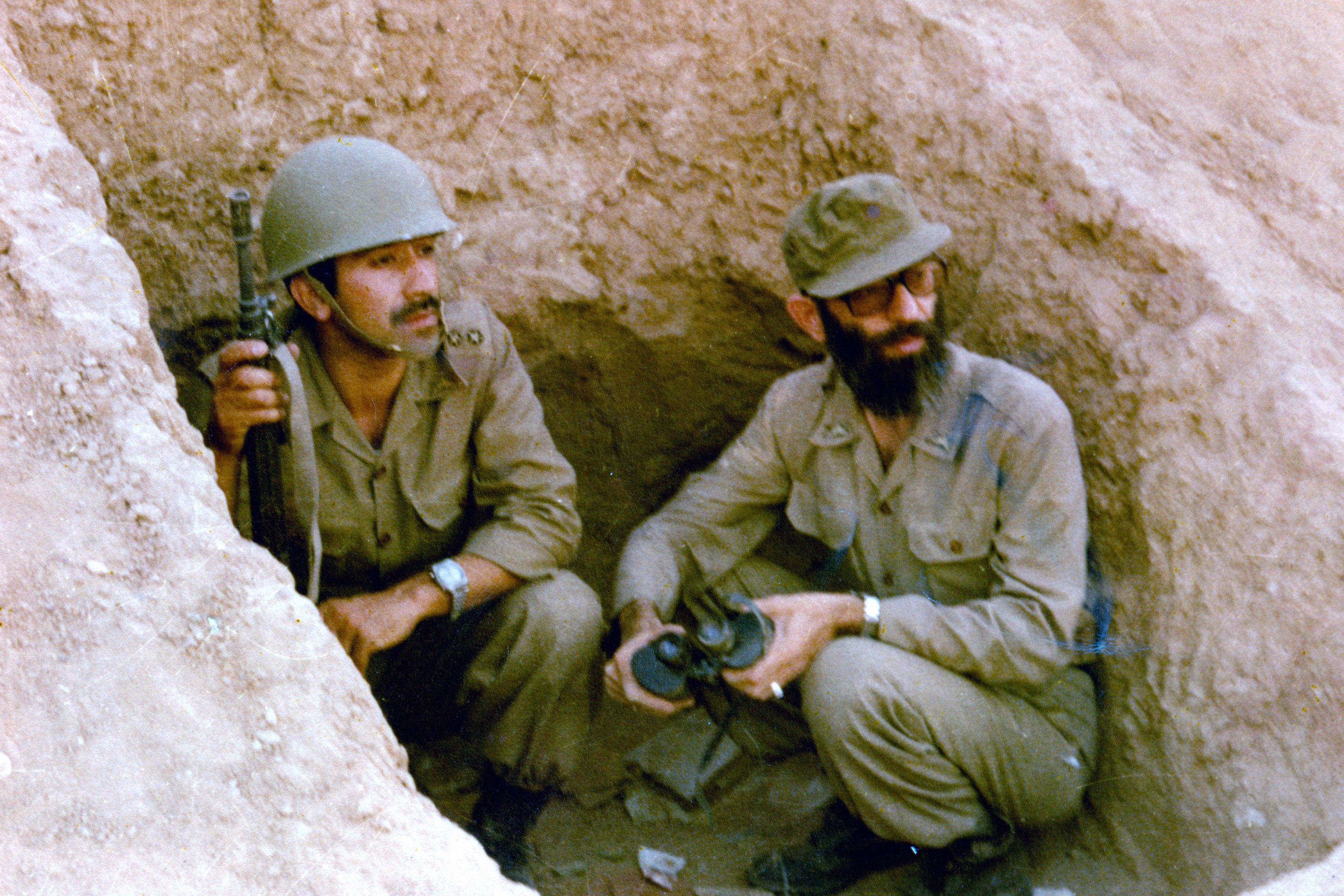
Ali Khamenei (direita), o futuro Líder Supremo do Irã, em uma trincheira durante a guerra Irã-Iraque.

As forças militares regulares e policiais iranianas, os voluntários Basij e a Guarda Revolucionária conduziram suas operações em separado; assim, as forças invasoras iraquianas não enfrentaram resistência coordenada. No entanto, em 24 de setembro, a marinha iraniana atacou Basra, Iraque, destruindo dois terminais petrolíferos próximos ao porto iraquiano de Faw, o que reduziu a capacidade do Iraque de exportar petróleo. As forças terrestres iranianas (consistindo principalmente da Guarda Revolucionária) recuaram para as cidades, onde montaram defesas contra os invasores.
Em 30 de setembro, a força aérea iraniana lançou a Operação Espada Chamuscada, atingido e danificando seriamente o reator nuclear Osirak, perto de Bagdá.
Até 1 de outubro, Bagdá tinha sido submetido a oito ataques aéreos.:29 Em resposta, o Iraque lançou ataques aéreos contra alvos iranianos.

## Impasse
O povo iraniano, ao invés de se voltar contra a sua ainda fraca República Islâmica, se uniu ao seu país. Estima-se que 200.000 novos soldados haviam chegado ao front em novembro, muitos destes voluntários ideologicamente comprometidos.
Embora Khorramshahr fosse finalmente capturado, a batalha tinha atrasado os iraquianos o suficiente para permitir a implantação em larga escala do exército iraniano. Em novembro, Saddam ordenou que suas forças avançassem em direção a Dezful e a Ahvaz e colocassem cercos para ambas as cidades. No entanto, a ofensiva iraquiana fora seriamente danificada pelas milícias iranianas e pelo poderio aéreo. A força aérea iraniana havia destruído depósitos de suprimentos do exército iraquiano e os suprimentos de combustível, e estava estrangulando o país através de um cerco aéreo. Por outro lado, suprimentos iranianos não haviam sido esgotados, apesar das sanções, e os militares muitas vezes canibalizavam peças de outros equipamentos e passaram a procurar peças no mercado negro. Em 28 de novembro, o Irã lançou a Operação Morvarid (pérola), um ataque aéreo e marítimo combinado que destruiu 80% da marinha iraquiana e todos os seus locais de radar na porção sul do país. Quando os iraquianos cercaram Abadan e suas tropas entrincheiraram-se em torno da cidade, foram incapazes de bloquear o porto, o que permitiu ao Irã reabastecer Abadan por mar.
As reservas estratégicas iraquianas haviam sido exauridas e agora lhes carecia de forças para lançar quaisquer grandes ofensivas até quase o final da guerra. Em 7 de dezembro, Hussein anunciou que o Iraque passaria para a defensiva.  Até o final de 1980, o Iraque havia destruído cerca de 500 tanques iranianos produzidos pelos ocidentais e capturado outros 100.